# Synclerostola loncopuensis
Synclerostola loncopuensis là một loài bướm đêm trong họ Noctuidae.